# Macair Airlines

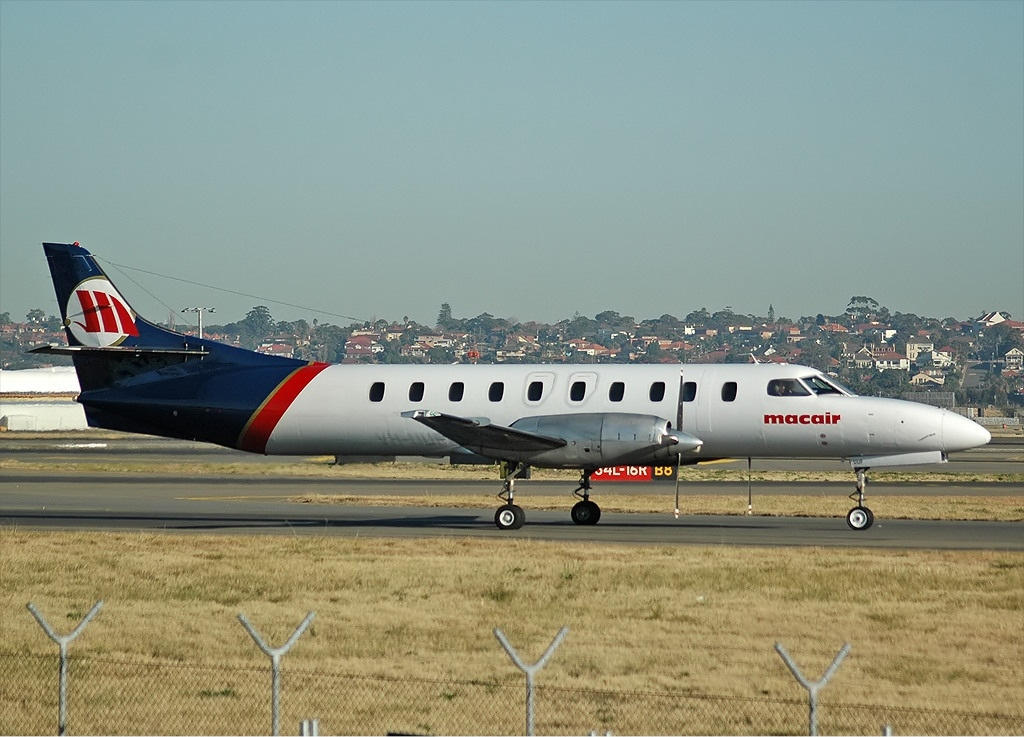
Un Fairchild SA227-AC Metro III en 2004.

Macair Airlines (code AITA : CC ; code OACI : MCK) est une compagnie aérienne australienne régionale, basée à Townsville (Queensland). Elle est active de 2000 a 2009.